# Аккора (Каркаралінський район)
Аккора́ (каз. Аққора) — село у складі Каркаралінського району Карагандинської області Казахстану. Входить до складу Аманжоловського сільського округу.
Населення — 81 особа (2021; 153 у 2009, 358 у 1999, 435 у 1989).
Національний склад станом на 1989 рік:
- казахи — 100 %.